# Palicourea tumidonodosa
Palicourea tumidonodosa är en måreväxtart som beskrevs av John Duncan Dwyer. Palicourea tumidonodosa ingår i släktet Palicourea och familjen måreväxter. Inga underarter finns listade i Catalogue of Life.